# Spruce Lane Acres
Spruce Lane Acres est une communauté située dans la province d'Alberta, dans le centre- sud.